# Agim Shabani
Agim Shabani (Kosovo, 14 febbraio 1988) è un calciatore norvegese, difensore dell'Østsiden.

## Carriera

### Club
Shabani, nato in Kosovo e con origini albanesi, si è trasferito in Svezia a soli quattro anni. Da lì, la sua famiglia si è spostata prima a Bergen e, successivamente, a Fredrikstad.
Ha giocato, a livello giovanile, nel Trosvik, che ha cresciuto diversi calciatori che successivamente hanno giocato per il Fredrikstad, tra cui Tarik Elyounoussi e Lasse Staw. Shabani ha giocato il primo incontro ufficiale per il Fredrikstad nella finale di Coppa di Norvegia 2006, vinta per tre a zero sul Sandefjord.
Nel 2007, ha ricevuto tre cartellini rossi, in tre differenti competizioni, in quattro giorni. La prima è arrivata al debutto nella Tippeligaen; la seconda il giorno dopo, in un incontro della squadra riserve del Fredrikstad ed infine in Coppa, contro il Nybergsund IL-Trysil.
Ha segnato la prima rete ufficiale nella Tippeligaen 2009, nel pareggio per uno a uno contro il Bodø/Glimt.
Il 14 gennaio 2011 è stato reso noto il suo passaggio al Moss. Il 7 gennaio 2013, ha firmato un contratto biennale con il Kvik Halden. Il 30 novembre 2014 è passato all'Østsiden, firmando un contratto valido dal 1º gennaio 2015.

### Nazionale
Shabani può essere convocato nella Nazionale maggiore di Albania e Norvegia: finora, infatti, ha giocato solo sette partite per la Norvegia under 19.

## Palmarès

### Club

#### Competizioni nazionali
- Coppa di Norvegia: 1

Fredrikstad: 2006